# Fábián pápa
Szent Fábián (latinul: Fabianus) (kb. 200 – 250. január 20.) 236. január 10-től volt a 20. pápa a történelem folyamán. 14 évnyi pontifikátus után, vértanúként hunyt el.

## Élete

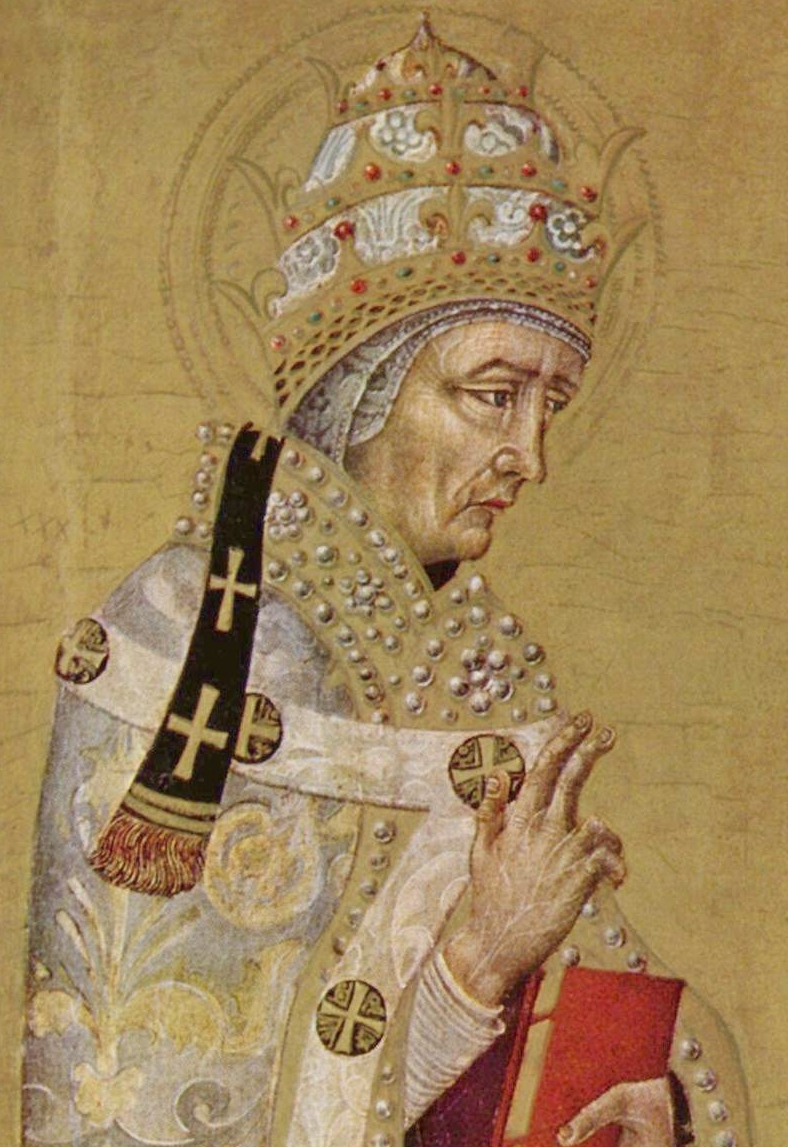
Fábián pápa

Egyháztörténeti, történeti művében Euszebiosz is ír Fabianusról. Az ő forrása nyomán tudjuk, hogy a hirtelen elhunyt Anterósz pápa trónjának utódlását a Rómában összegyűlt keresztények választással döntötték el. Ekkor egy fényes galamb jelent meg Fabianus fölött. Az isteni jelet látva azonnal az ismeretlen Fabianusra szavaztak, noha a jelöltek között nála ismertebb keresztények is voltak.
Ezek után sok legenda és hagyomány szól pápai cselekedeteiről. Az elsők között említendő, hogy Philippus római császárt és fiát is megkeresztelte. Ennek azért volt jelentősége, mert így a császári hatalom segítségével felállíttathatott több épületet a Calixtus-katakombában, Rómába hozathatta Pontianus és Hippolütosz földi maradványait, illetve szabadon terjeszthette a kereszténységet Rómában. Azt is sikerült elérnie, hogy hivatalnokokat nevezzenek ki a vértanúk tetteinek feljegyzésére.

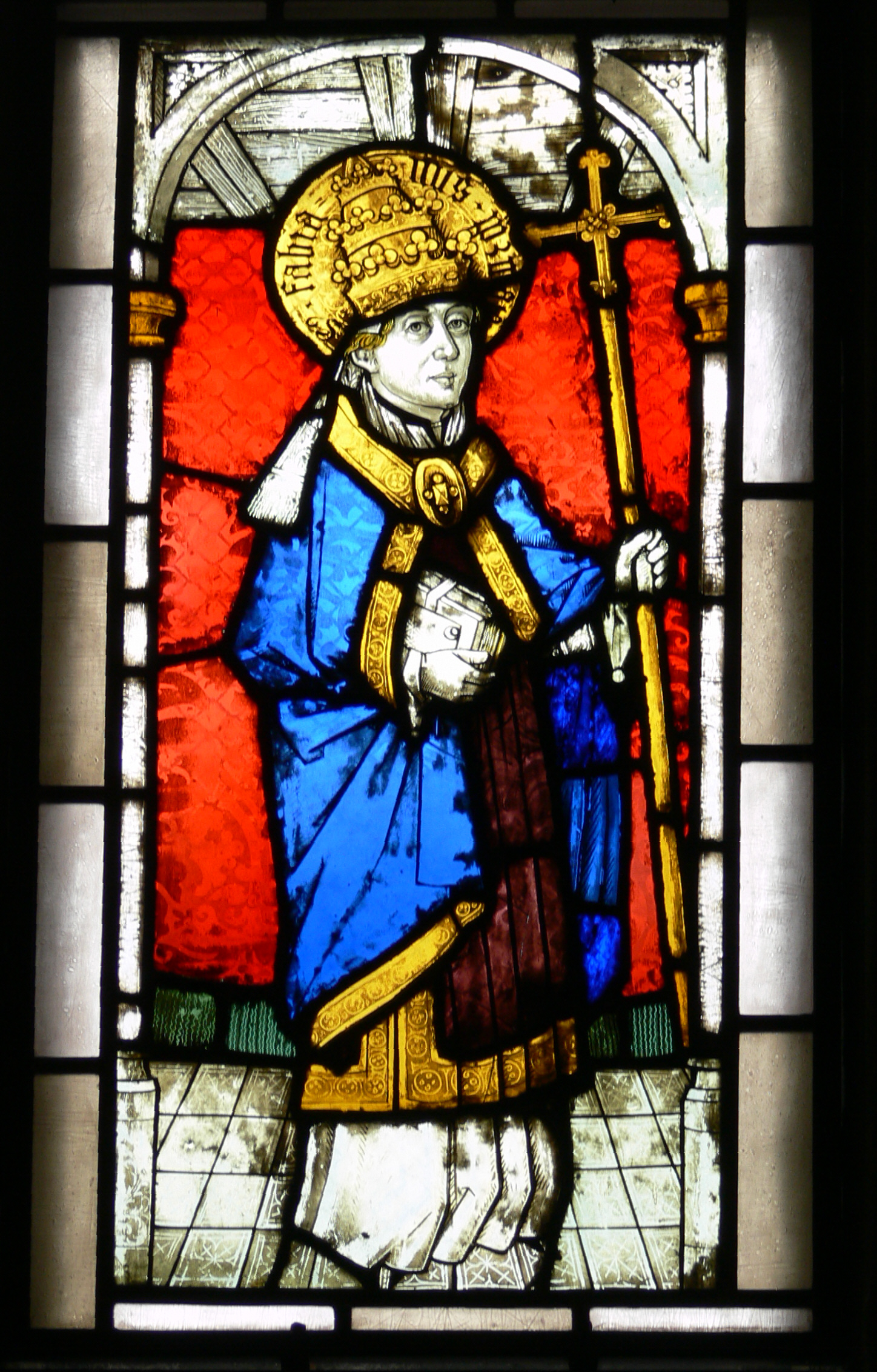
Fábián pápa

A későbbiekben a Katolikus Enciklopédia azt állította, hogy Fabianus volt az a pápa, aki úgymond apostolokat küldött Galliába. Traianus Decius császár uralma alatt véget ért a keresztény világ békéje. A császár keresztényüldözéseket indított el. Ez idő alatt fogyatkozott meg a galliai keresztények száma is. A legenda szerint ennek orvosolására küldött a mai Franciaország területére hét püspököt, hogy hirdessék az evangéliumot. Gatianust Tours-ba, Trophimust Arles-ba, Pált Narbonne-ba, Saturninust Toulouse-ba, Denist Párizsba, Austremoniust Clermont-ba és végül Martialt Limoges-ba.
A sors különös fintora volt, hogy Fabianus is áldozatul esett Traianus Decius keresztényüldözéseinek. Vértanúságát január 20-án ünneplik. Fabianus jelentősége kiemelkedik az egyház korai történetében. Ezt támasztja alá, hogy nagy tiszteletnek örvendett Ciprus szigetén és Karthágó püspökénél is.

## Művei
- Documenta Catholica Omnia (latin nyelven). [2017. március 9-i dátummal az eredetiből archiválva]. (Hozzáférés: 2011. december 6.)